# Gaariye
Gaariye, född som Mohamed Hashi Dama (somaliska: Maxammed Xaashi Dhamac), var en poet från Somaliland.
Gaariye föddes i Hargeisa 1951, i vad som då var brittiska Somaliland. Han avslutade sina grund- och sekundärstudier i Hargeisa i början av 1970-talet. För universitetsstudier registrerade han sig på Somali National University College i Afgooye och tog en kandidatexamen 1974. Han var medlem i den Somaliska nationella rörelsen. Han komponerade en av de mest kända somaliska dikterna om temat försoning, "Hagarlaawe", som har översatts till engelska av Martin Orwin.
Gaarriye dog på ett sjukhus i Norge den 30 september 2012.